# Thomas Jakob Renner

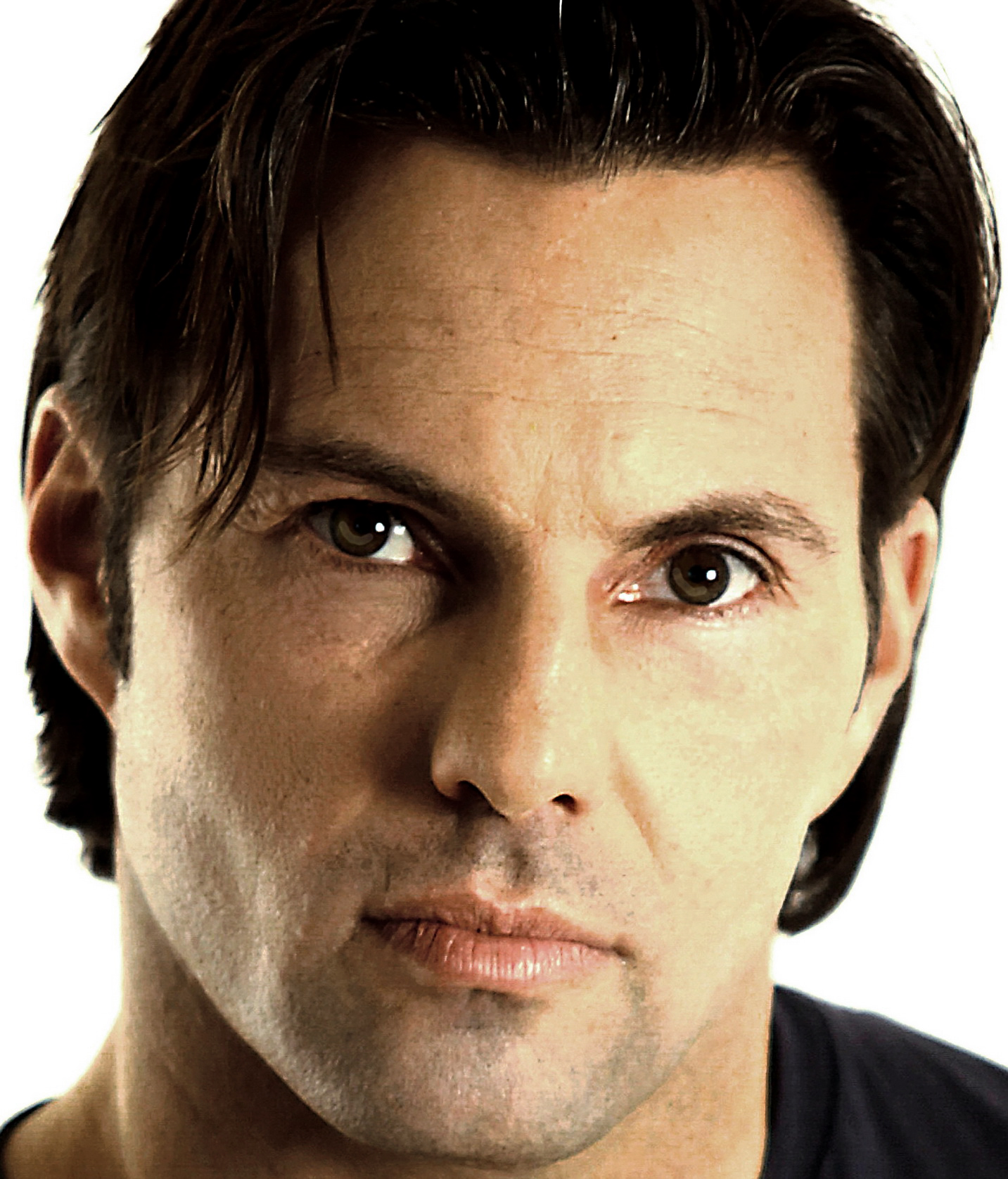
Thomas Jakob Renner, 2010

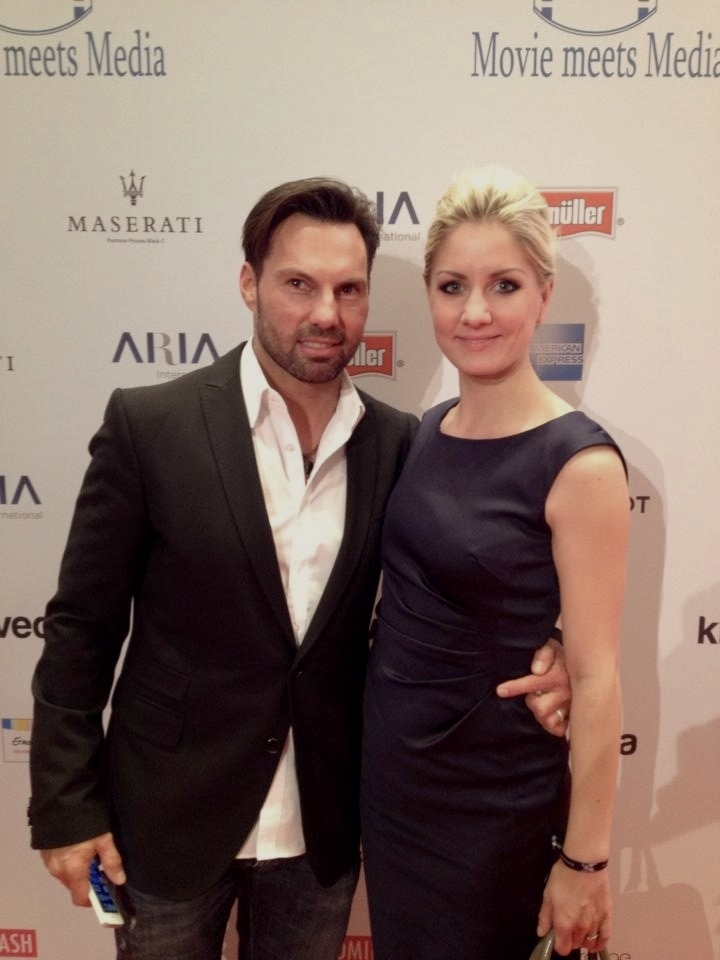
Thomas Jakob und Sandra Renner bei der Berlinale 2014

Thomas Jakob Renner (* 26. April 1970 in München) ist ein deutscher Schauspieler und Unternehmer in den Bereichen Immobilien und Marketing.

## Leben
Aufgewachsen ist Thomas Renner in München und Umland. Die Schauspielausbildung machte er im Alter von 35 Jahren. Die entscheidende Motivation gab ihm die Zusammenarbeit mit Michael Ballhaus. 2010 spielte er in dem Film von Regisseur Dennis Iwan Die Verantwortung des falschen Versprechens die Rolle eines pädophilen manipulativen Sportlehrers.
Renner betreibt mehrere Telekommunikationsshops im südostbayerischen Raum. Außerdem entwickelt und errichtet er mit seiner 2010 gegründeten Firmengruppe TAROS Holding Konzepte für Wohnen und Gewerbe. Spezialisiert hat sich Renner auf betreute Wohnkonzepte und seniorengerechtes Wohnen wie Digitalisierung in Wohn- und Gewerbegebäuden.
Sein gemeinnütziges Projekt SUBSIDIUM e.V. (Hilfe für ehemalige Straftäter und Suchtmittelabhängige) entstand aus eigener Betroffenheit; er hatte ab dem Jahr 2005 wegen Betrugs und wiederholter Trunkenheit am Steuer zweieinhalb Jahre in Haft verbracht. Er hielt Vorträge in Gefängnissen und vor straffälligen Jugendlichen. Darüber hinaus unterstützt Thomas Jakob Renner die Arche Herzensbrücken in Seefeld Tirol. Hier finden Familien mit erkrankten Kindern Urlaub und währenddessen Betreuung für ihre Kinder.
Renner ist verheiratet und hat zwei Töchter.

## Unternehmer
Thomas Jakob Renner gründete sein erstes Unternehmen im Jahr 1988. In den Jahren 2008 und 2009 begann Renner damit, kleine Immobilieneinheiten zu erwerben. Teils sanierungsbedürftige Objekte. Diese sanierte er bodenständig und vermietete langfristig. In weiterer Folge erwarb Renner mit einem Partner ein sanierungsbedürftiges Mietshaus in München. Dieses sanierte er aufwändig und etablierte sein erstes betreutes Wohnkonzept. In diesem Objekt finden bis heute Jugendliche, welche aus schwierigen Verhältnissen kommen, ein Zuhause mit 24 Stunden Betreuung. Betreiber ist der Verein Kinderschutz. Seither spezialisiert sich Thomas Jakob Renner mit seiner Firmengruppe auf den Erwerb und die Errichtung von Gebäuden für zeitgemäße wie zukunftsträchtige Wohnkonzepte für die Zielgruppen Senioren, Jugendliche und Studenten. Ebenso stehen Objekte für innovative Gewerbekonzepte auf seiner Agenda.

## Filmografie
- 2009: Die Ehe der Maria Braun, Szene 31, Rolle: Hermann, HFF München, Regie: Michael Ballhaus
- 2010: Alles anders, Kurzfilm, Vierfach-Hauptrolle, Regie: Maximilian Schmid
- 2010: Die Verantwortung des falschen Versprechens, Kurzfilm, Rolle: David, Regie: Maria Rauch, Dennis Iwan, Dominik Gubi
- 2013: Berühmt für 5 Minuten, Kino-Kurzfilm, Rolle: Künstleragent, Regie: Nils Keller

## Theater
- 2011: Hautnah von Patrick Marber, Rolle: Larry, Regie: Andreas Reichert[4]
- 2013: Federleicht, Neuköllner Oper, Konzept und Regie: Moon Suk Kang